# (38239) 1999 OR3
1999 أو أر 3 (ويعرف أيضًا باسم (38239) 1999 أو أر 3 وفق تسمية الكوكب الصغير) (بالإنجليزية: 1999 OR3)‏ هو كويكب ضمن حزام الكويكبات؛ وترتيبه 38239 من حيث الاكتشاف.
اكتُشف هذا الجُرم الفلكي بواسطة بحث لنكولن عن الكويكبات القريبة من الأرض في 27 يوليو 1999.

## وصلات خارجية
- (38239) 1999 OR3 في قاعدة بيانات مختبر الدفع النفاث لأجرام النظام الشمسي الصغيرة

- الاكتشاف · مخطط المدار ·  العناصر المدارية · المعلمات المادية

- (38239) 1999 OR3 على موقع ويكي سكاي: DSS2, SDSS, GALEX, IRAS, Hydrogen α, X-Ray, Astrophoto, Sky Map, Articles and images